# Nototriton barbouri
Espèce
Synonymes
- Oedipus barbouri Schmidt, 1936

Statut de conservation UICN

 EN B1ab(iii) : En danger
Nototriton barbouri est une espèce d'urodèles de la famille des Plethodontidae.

## Répartition
Cette espèce est endémique du centre-Nord du Honduras. Elle se rencontre dans les départements d'Atlántida, de Yoro et de Cortés, entre 860 et 1 990 m d'altitude.

## Description
L'holotype de Nototriton barbouri mesure 85 mm dont 49 mm pour la queue. Cette espèce a le dos noir et la face ventrale gris foncé.

## Étymologie
Son nom d'espèce lui a été donné en l'honneur de Thomas Barbour (1884-1946), zoologiste américain.

## Publication originale
- Schmidt, 1936 : New amphibians and reptiles from Honduras in the Museum of Comparative Zoology. Proceedings of the Biological Society of Washington, vol. 49, p. 43-50 (texte intégral).